# Need for Speed (videojoc del 2015)
Need for Speed és un joc de la saga que gràficament destaca per la seva bona qualitat i a nivell de funcionament de software té un rendiment molt bo. Té diversos modes de jugar depenent del teu estil de conducció. Una vegada el joc ha carregat apareixes en un món lliure similar al GTA pero sense poder sortir del vehicle. Posteriorment van apareient diferents personatges que seran els encarregats de donar-te missions per fer en les quals haurás de superar unes proves per seguir avançant en la història del joc.